# Jamestown (Dakota du Nord)
Pour les articles homonymes, voir Jamestown.
La ville de Jamestown est le siège du comté de Stutsman, dans l’État du Dakota du Nord, aux États-Unis. Lors du recensement de 2020, sa population s’élevait à 15 849 habitants, ce qui en fait la neuvième ville de l’État.
Son agglomération de 21 129 habitants est la huitième de l’État du Dakota du Nord en 2014.[réf. souhaitée]

## Histoire
Jamestown a été fondée en 1872. Le général Thomas Rosser, du Northern Pacific Railway, l’a nommée d’après la ville de Jamestown, en Virginie. En 1873, le comté de Stutsman est devenu le premier comté dans le territoire du Dakota, Jamestown étant son siège. Jamestown a été incorporée en tant que city en 1883.

## Démographie
| Groupe            | Jamestown | Dakota du Nord | États-Unis |
| ----------------- | --------- | -------------- | ---------- |
| Blancs            | 94,6      | 90,0           | 72,4       |
| Amérindiens       | 1,8       | 5,4            | 0,9        |
| Métis             | 1,4       | 1,8            | 2,9        |
| Afro-Américains   | 0,8       | 1,2            | 12,6       |
| Asiatiques        | 0,6       | 1,0            | 4,8        |
| Autres            | 0,8       | 0,6            | 6,4        |
| Total             | 100       | 100            | 100        |
|                   |           |                |            |
| Latino-Américains | 2,1       | 2,0            | 16,7       |

Selon l’American Community Survey, pour la période 2011-2015, 95 % de la population âgée de plus de 5 ans déclare parler l'anglais à la maison, 2,1 % déclare parler l'espagnol, 1,1 % l'allemand et 1,8 % une autre langue.
| 1880 | 1890  | 1900  | 1910  | 1920  | 1930  |
| ---- | ----- | ----- | ----- | ----- | ----- |
| 393  | 2 296 | 2 853 | 4 358 | 6 627 | 8 187 |

| 1940  | 1950   | 1960   | 1970   | 1980   | 1990   |
| ----- | ------ | ------ | ------ | ------ | ------ |
| 8 790 | 10 697 | 15 163 | 15 385 | 16 280 | 15 571 |

| 2000   | 2010   | - | - | - | - |
| ------ | ------ | - | - | - | - |
| 15 527 | 15 427 | - | - | - | - |

## Transports
Jamestown est desservie par le Jamestown Regional Airport (IATA : JMS, ICAO : KJMS, FAA LID : JMS).

## Climat
Selon la classification de Köppen, le climat de Jamestown est continental humide, abrégé Dfb.
| Mois                              | jan.  | fév.  | mars | avril | mai  | juin | jui. | août | sep. | oct. | nov. | déc.  |
| --------------------------------- | ----- | ----- | ---- | ----- | ---- | ---- | ---- | ---- | ---- | ---- | ---- | ----- |
| Température minimale moyenne (°C) | −17,4 | −14,9 | −7,6 | −1,1  | 5,7  | 11,3 | 13,9 | 12,7 | 6,9  | 0,3  | −7,6 | −15,4 |
| Température maximale moyenne (°C) | −6,7  | −3,7  | 1,9  | 12,3  | 19,5 | 23,3 | 27,2 | 26,8 | 20,8 | 12,7 | 3,1  | −5,2  |

## Galerie photographique

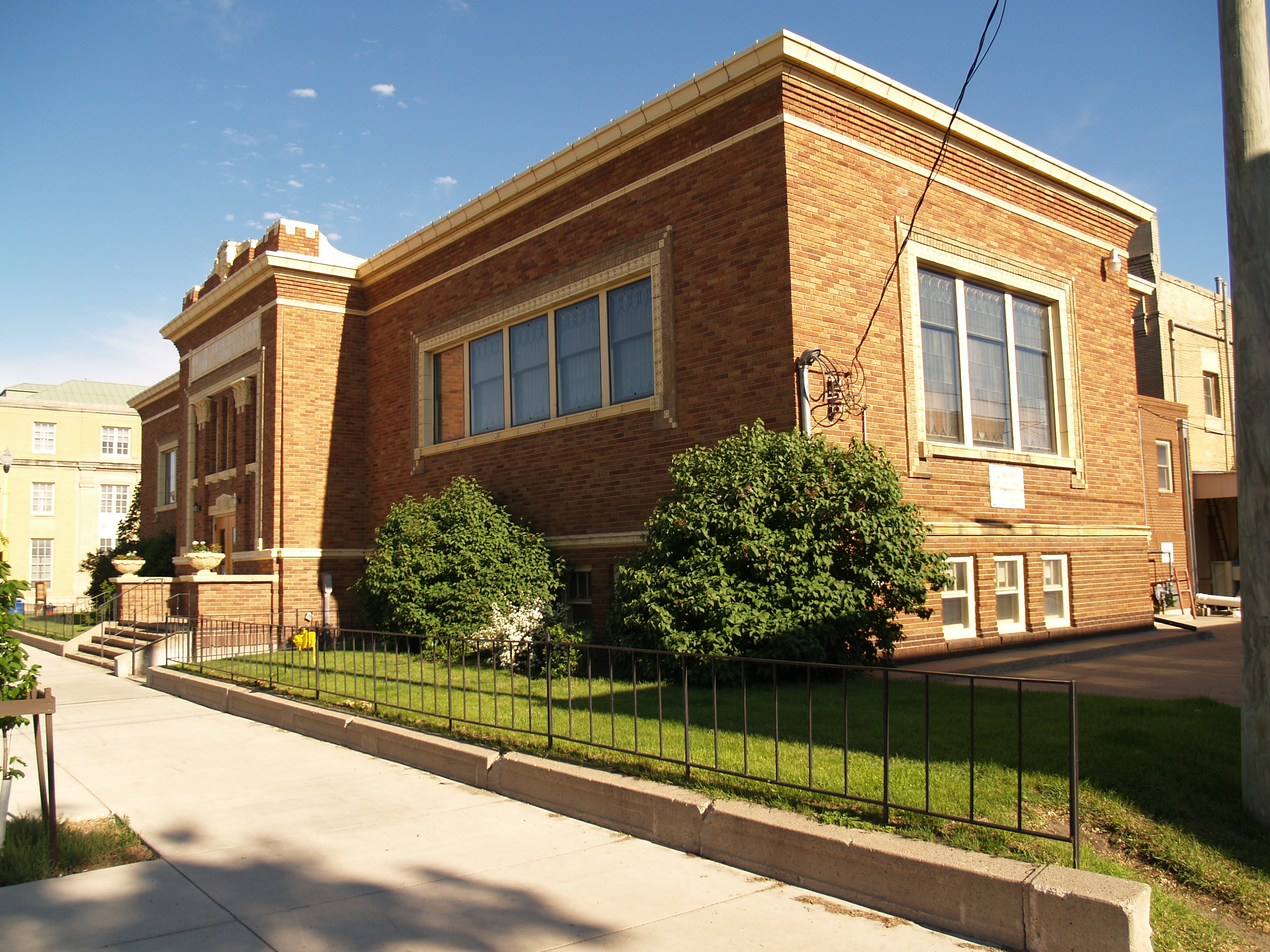
La bibliothèque Alfred E. Dickey
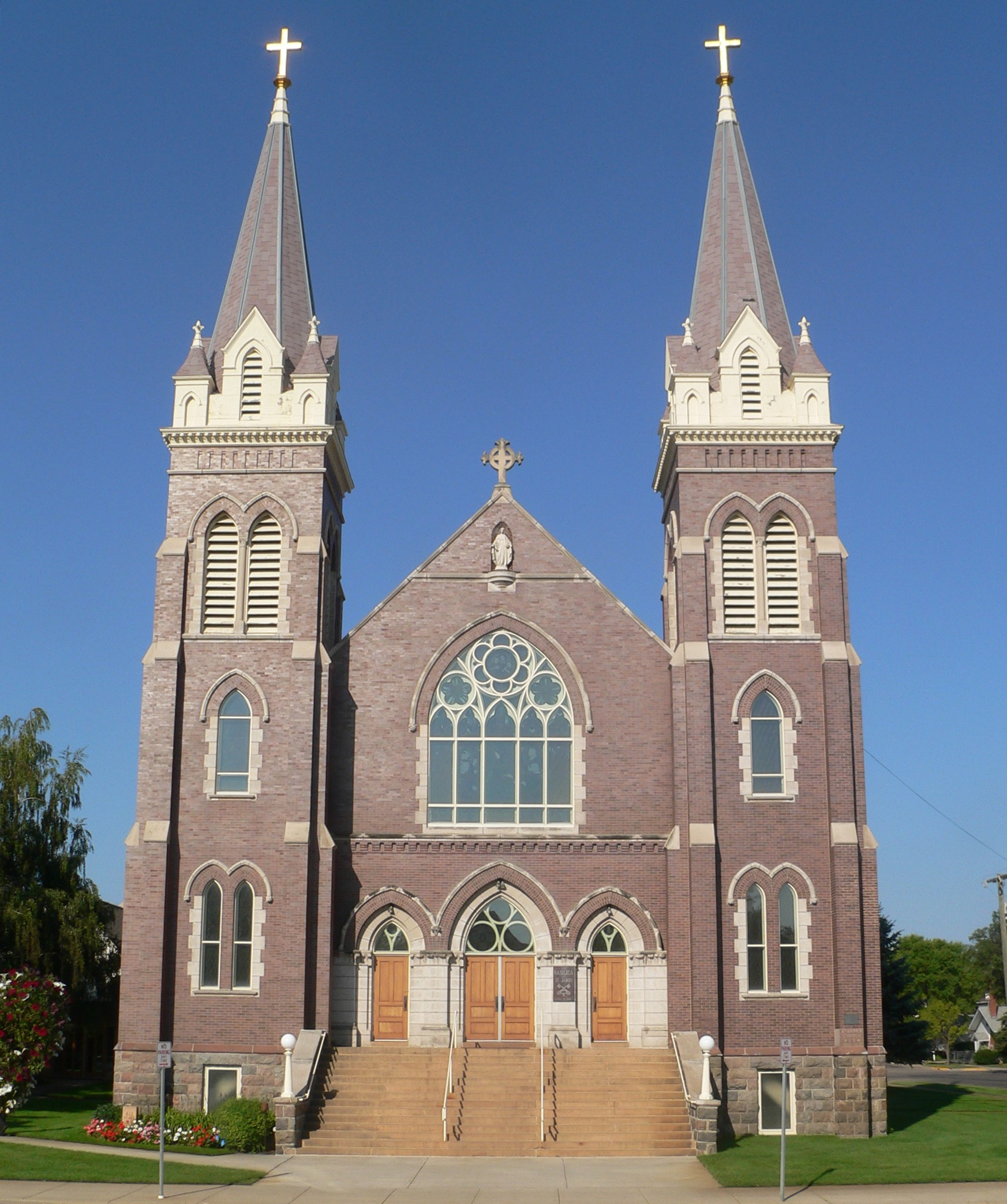
La basilique Saint-Jacques
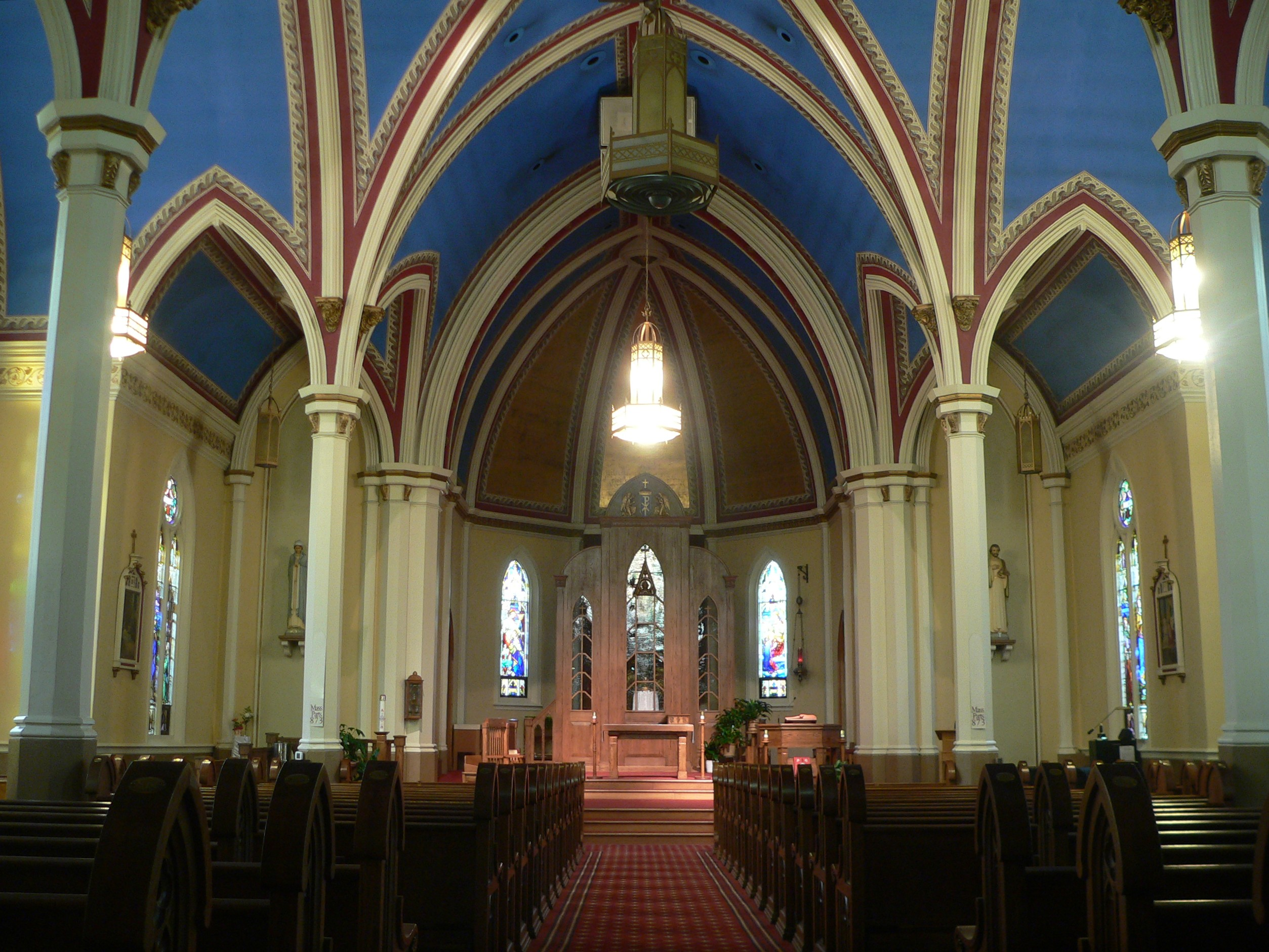
L’intérieur de la basilique Saint-Jacques
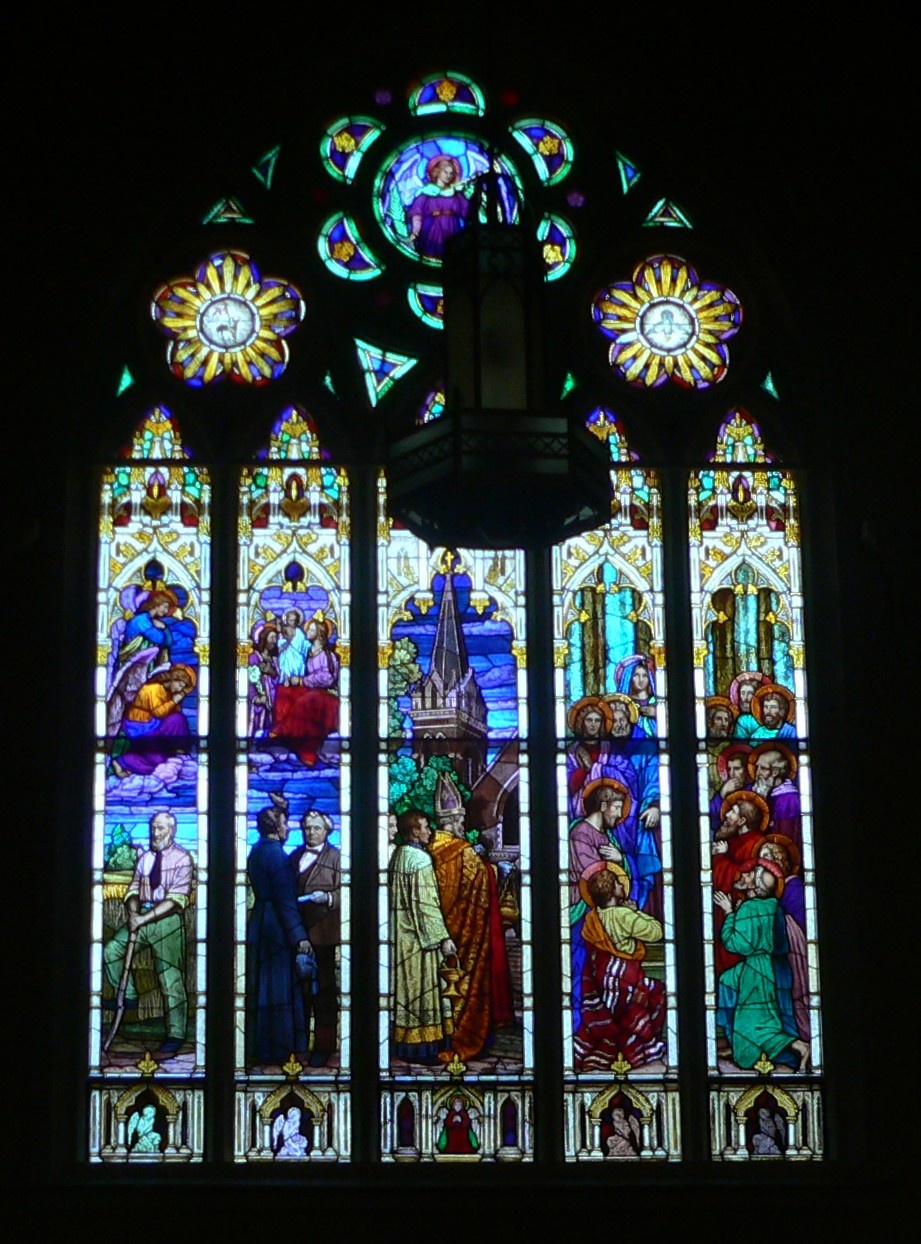
Un vitrail de la basilique Saint-Jacques